# 105-ös busz (Budapest)
A budapesti 105-ös jelzésű autóbusz a XIII. kerületi Gyöngyösi utca metróállomás és a XII. kerületi Apor Vilmos tér között közlekedik. A viszonylatot a Budapesti Közlekedési Zrt. üzemelteti.

## Járművek
A 2008. szeptember 6-i paraméterkönyv bevezetésétől 2012. április 30-ig a viszonylaton hétköznap 13 Ikarus 415-ös és 6 Alfa Localo típusú busz közlekedett, míg hétvégén 4 Ikarus 415-ös és 5 Alfa Localo járt. Az Ikarus 415-ösöket a BKV Óbudai garázsa, a Volvókat a BKV egyik alvállalkozója, a VT-Transman Kft. állította ki. Ez 2012. május 1-jétől módosult, ugyanis a VT-Transmann Kft. ettől a naptól nem alvállalkozó a járaton, az alacsony padlós szolgáltatást a Kelenföldi Autóbuszgarázs biztosította Ikarus 412-es járművekkel. A kiadás csak annyiban módosult, hogy a hétköznapi 6, hétvégi 5 Volvo helyett Ikarus 412-esek jártak. Jelenleg a BKV Ikarus V127-es, Modulo M108d és Mercedes-Benz Conecto NG autóbuszai közlekednek a vonalon. A BKV-s járműveket a Kelenföldi és az Óbudai autóbuszgarázs adja.
2016. április 2. és 7. között a vonalon közlekedett egy Credo Econell City tesztbusz is.
2015-ben, 2016-ban egy BPI-206-os rendszámú Ikarus 260, 2019-től pedig DPI-206-os rendszámmal egy LED fényekkel ellátott Van Hool A330 CNG típusú autóbusz közlekedik karácsonyi időszakban.
2020. szeptember 15–16-án egy MAN Lion’s City 12E típusú tesztbusz is közlekedett a vonalon.

## Története
1990. december 15-étől a 4-es busz a Deák Ferenc tér és a Gyöngyösi utca között közlekedett, míg betétjárata, a 4A busz megszűnt. 105-ös jelzéssel új járat közlekedett a Hősök tere és az Apor Vilmos tér között.
1995 februárjában útvonala lerövidült, a Deák Ferenc tér és az Apor Vilmos tér között közlekedett.
2007. szeptember 3-án összevonták a 4-es, a 4-es és a 105-ös járatokat, az új 105-ös az Apor Vilmos tér és a Gyöngyösi utca között közlekedik.
2011. május 1-jétől a 105-ös járat a Gyöngyösi utca felé haladva az Erzsébet teret nem kerüli meg, hanem a József Attila utcáról továbbhalad az Andrássy út felé.
2020. november 7-étől az Apor Vilmos tér irányába sem tér be az Erzsébet térre, helyette a József Attila utcában áll meg.
A Lánchíd lezárása miatt 2021. június 16. és 2022. december 15. között a Clark Ádám tér után az Erzsébet hídon jutott át a pesti oldalra, majd az alsó rakparton érte el a Széchenyi István teret (ellenkező irányban az Apáczai Csere János utcán haladt), ahonnan az útvonala változatlanul folytatódott. 2021. június 16. óta a járatra csak az első ajtón lehet felszállni.

## Útvonala
| Apor Vilmos tér felé |
| Gyöngyösi utca M vá. – Gyöngyösi utca – Násznagy utca – Fiastyúk utca – Béke utca – Béke tér – Lehel utca – Róbert Károly körút – Vágány utca – Dózsa György út – Hősök tere – Andrássy út – József Attila utca – Széchenyi István tér – Lánchíd – Clark Ádám tér – Alagút – Alagút utca – Mészáros utca – Győző utca – Márvány utca – Királyhágó utca – Királyhágó tér – Németvölgyi út – Stromfeld Aurél út – Apor Vilmos tér vá. |
| Gyöngyösi utca metróállomás felé |
| Apor Vilmos tér vá. – Böszörményi út – Kiss János altábornagy utca – Ugocsa utca – Márvány utca – Győző utca – Mészáros utca – Alagút utca – Alagút – Clark Ádám tér – Lánchíd – Széchenyi István tér – József Attila utca – Andrássy út – Hősök tere – Dózsa György út – Lehel utca – Béke tér – Béke utca – Fiastyúk utca – Násznagy utca – Gyöngyösi utca – Madarász Viktor utca – Babér utca – Váci út – Gyöngyösi utca M vá.   |

## Megállóhelyei
| 0  | Gyöngyösi utca M végállomás       | 43 | 15                                  |
| 1  | Cziffra György park               | 41 | 120                                 |
| 2  | József Attila tér                 | 40 |                                     |
| 3  | Násznagy utca                     | 39 |                                     |
| 5  | Fiastyúk utca                     | 38 | 14                                  |
| 7  | Frangepán utca                    | 36 | 14                                  |
| 8  | Béke tér                          | 34 | 14 32                               |
| 10 | Lehel utca / Róbert Károly körút  | 33 | 1, 1A, 14                           |
| ∫  | Hun utca                          | 31 | 14                                  |
| ∫  | Lehel utca / Dózsa György út      | 30 | 14 75, 79                           |
| 11 | Vágány utca / Róbert Károly körút | ∫  | 1, 1A 20E, 30, 30A, 32, 230         |
| 13 | Vágány utca / Dózsa György út     | 29 | 75, 79 30, 30A, 230                 |
| 15 | Hősök tere M                      | 27 | 72, 75, 79 20E, 30, 30A, 230        |
| 18 | Bajza utca M                      | 24 |                                     |
| 19 | Kodály körönd M                   | 23 |                                     |
| 20 | Vörösmarty utca M                 | 22 | 73, 76                              |
| 22 | Oktogon M                         | 20 | 4, 6                                |
| 23 | Opera M                           | 19 | 70, 78                              |
| 25 | Bajcsy-Zsilinszky út M            | 17 | 72 9                                |
| 26 | Deák Ferenc tér M                 | 16 | 47, 48, 49 72 9, 16, 100E, 178, 216 |
| 27 | Hild tér (↓) József nádor tér (↑) | 14 | 15, 16, 178, 216                    |
| 29 | Széchenyi István tér              | 13 | 2, 2B, 23 16, 178, 216              |
| 31 | Clark Ádám tér                    | 11 | Budavári sikló 19, 41 16, 178, 216  |
| 34 | Krisztina tér                     | 9  | 56, 56A 5, 16, 178, 216             |
| 35 | Ág utca                           | 7  | 178                                 |
| 36 | Győri út                          | 6  |                                     |
| 37 | Királyhágó utca                   | 5  | 17, 61 139, 140, 140A               |
| 39 | Királyhágó tér                    | ∫  | 59, 59A, 59B 102, 212, 212A, 212B   |
| ∫  | Márvány utca                      | 3  |                                     |
| 41 | Agárdi út                         | ∫  | 212, 212A, 212B                     |
| ∫  | Nagy Jenő utca                    | 2  | 212, 212A, 212B                     |
| 42 | Németvölgyi út                    | ∫  | 102, 112, 212, 212A, 212B           |
| ∫  | Kiss János altábornagy utca       | 1  | 59, 59A, 59B 102, 212, 212A, 212B   |
| 43 | Apor Vilmos tér végállomás        | 0  | 59, 59A, 59B 102, 110, 112          |

## Képgaléria

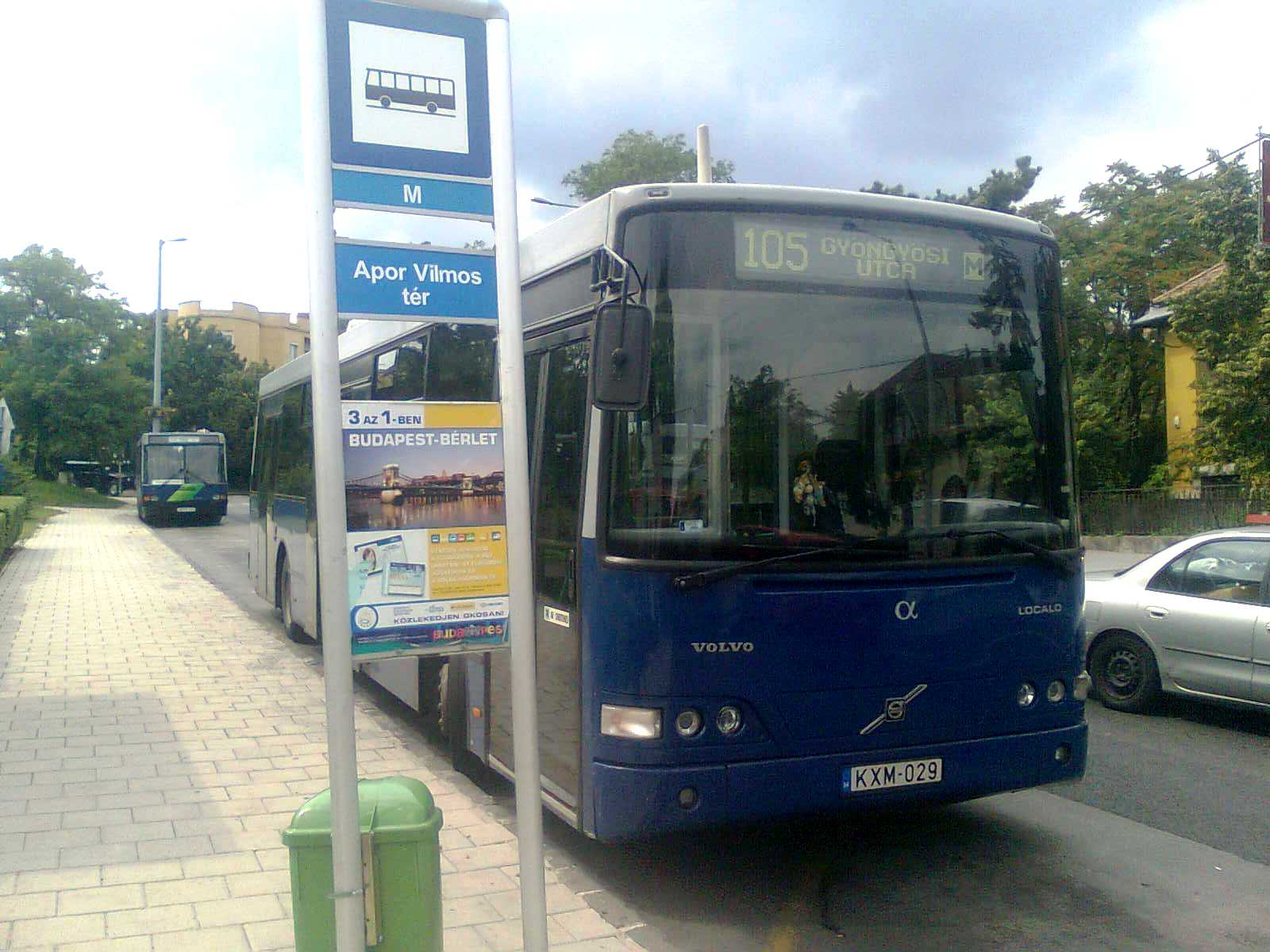
Alfa Localo az Apor Vilmos téren
Ikarus 260 az Apor Vilmos téren
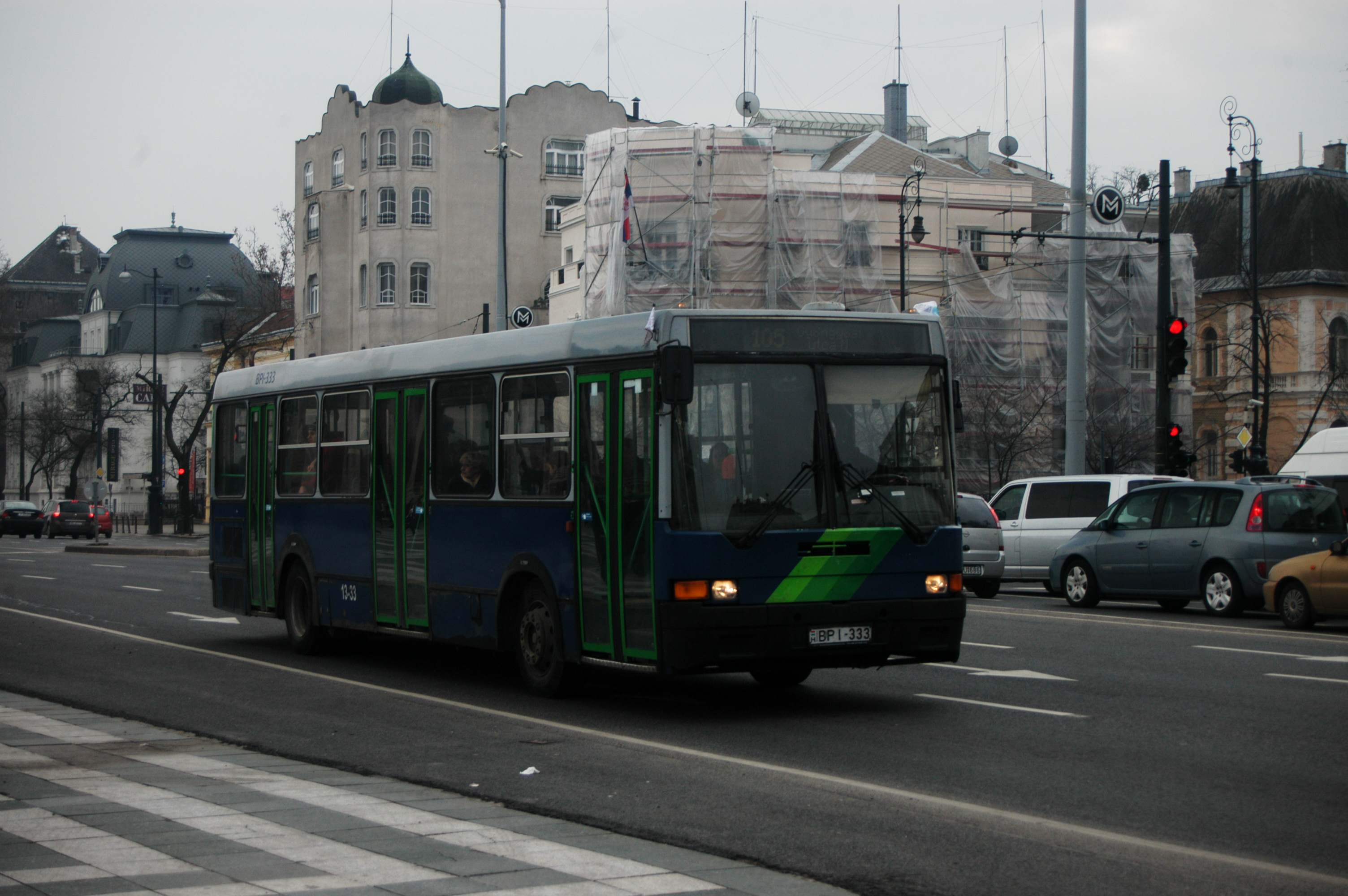
Ikarus 415 a Hősök terén
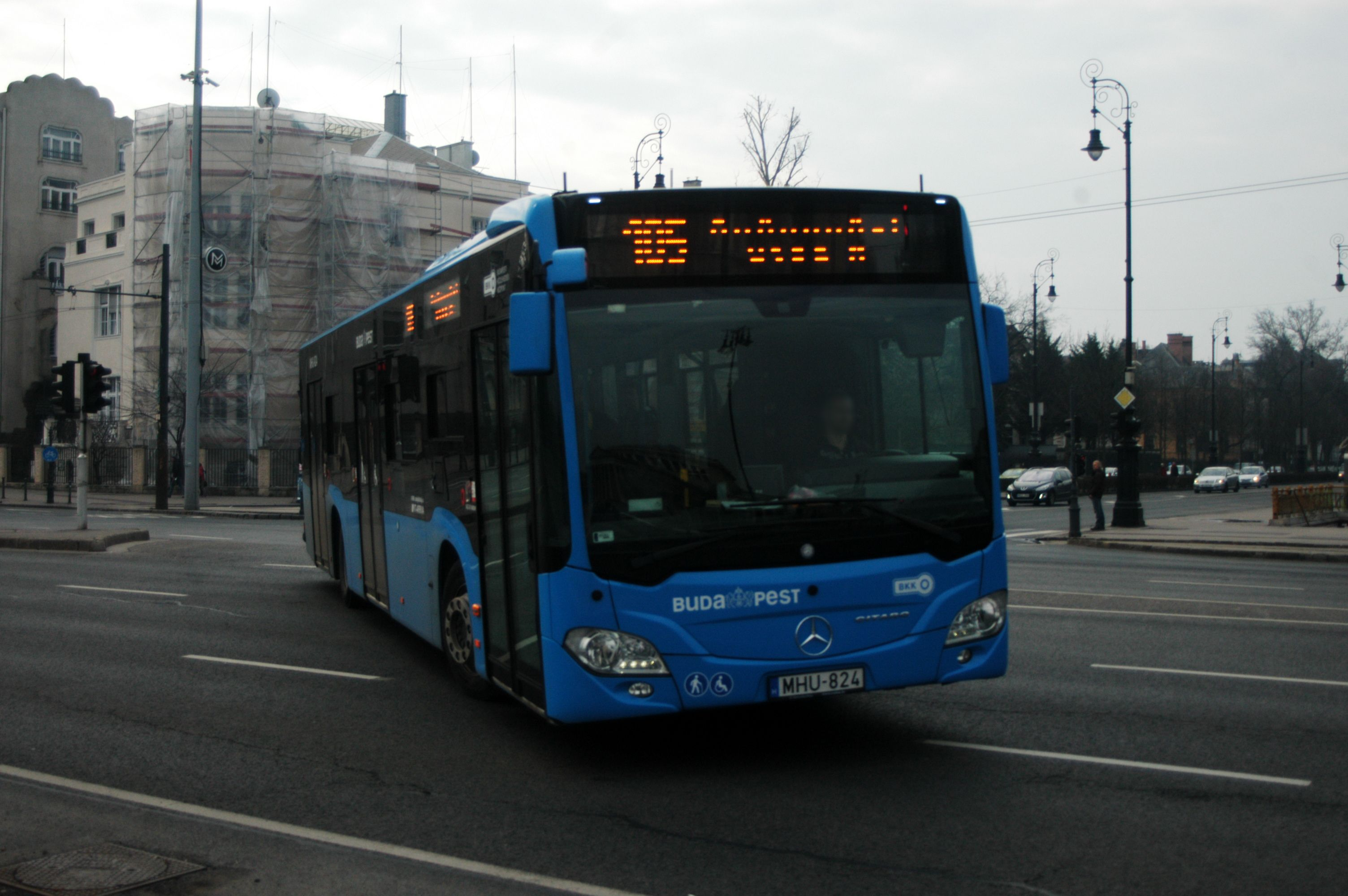
Mercedes Citaro a Hősök terén
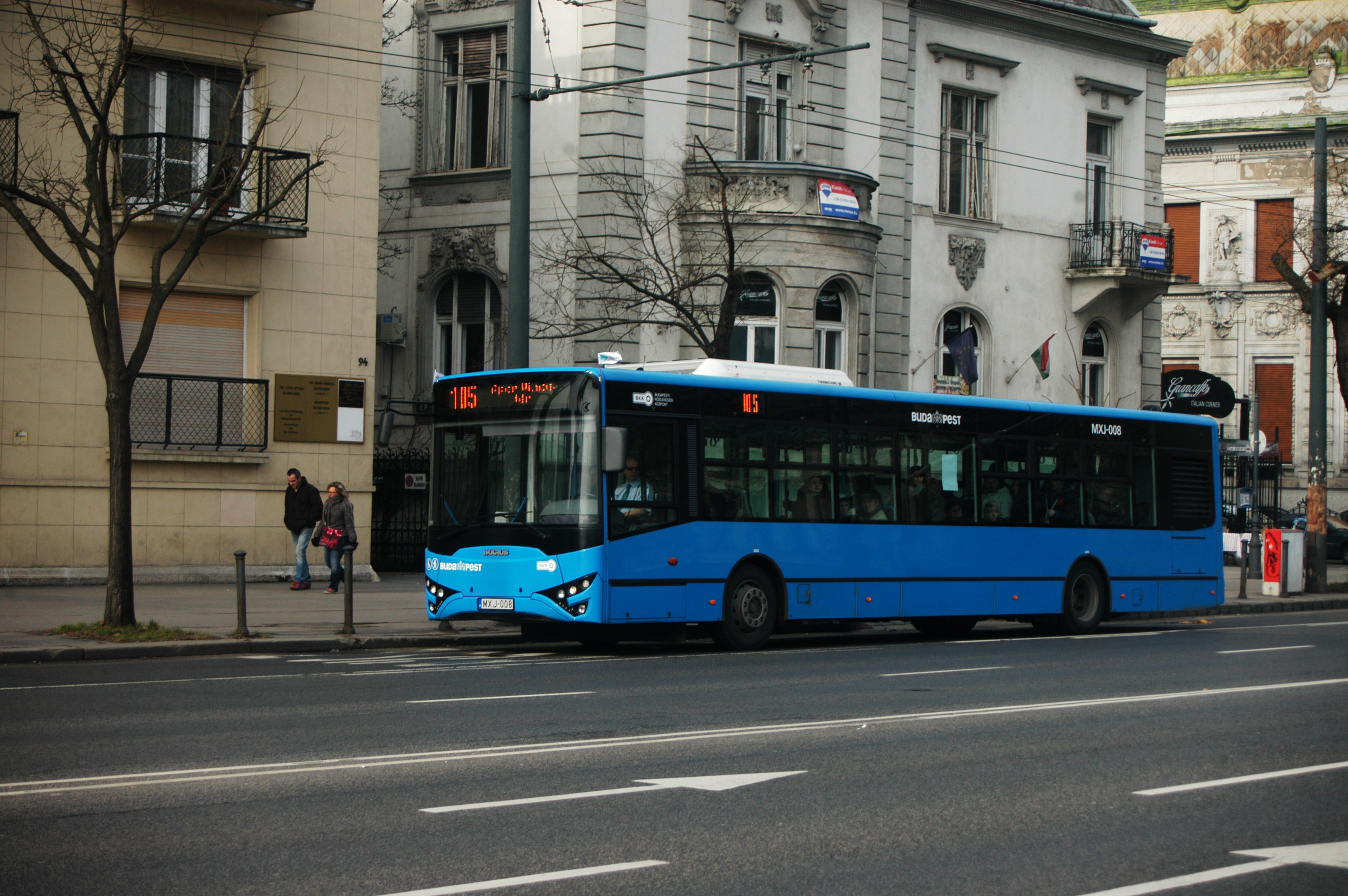
Ikarus V127 a Hősök terénél
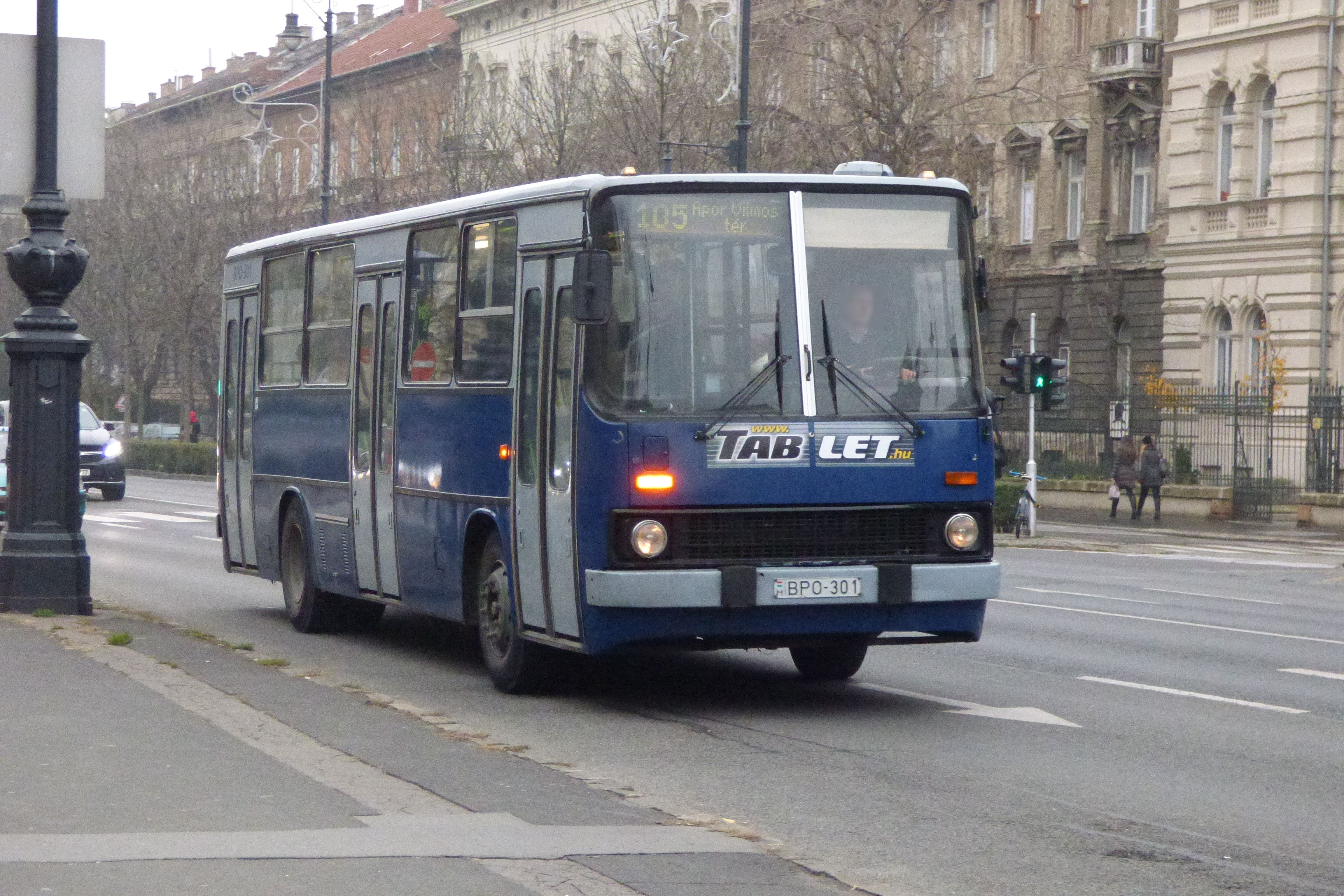
Ikarus 260 a Kodály köröndnél
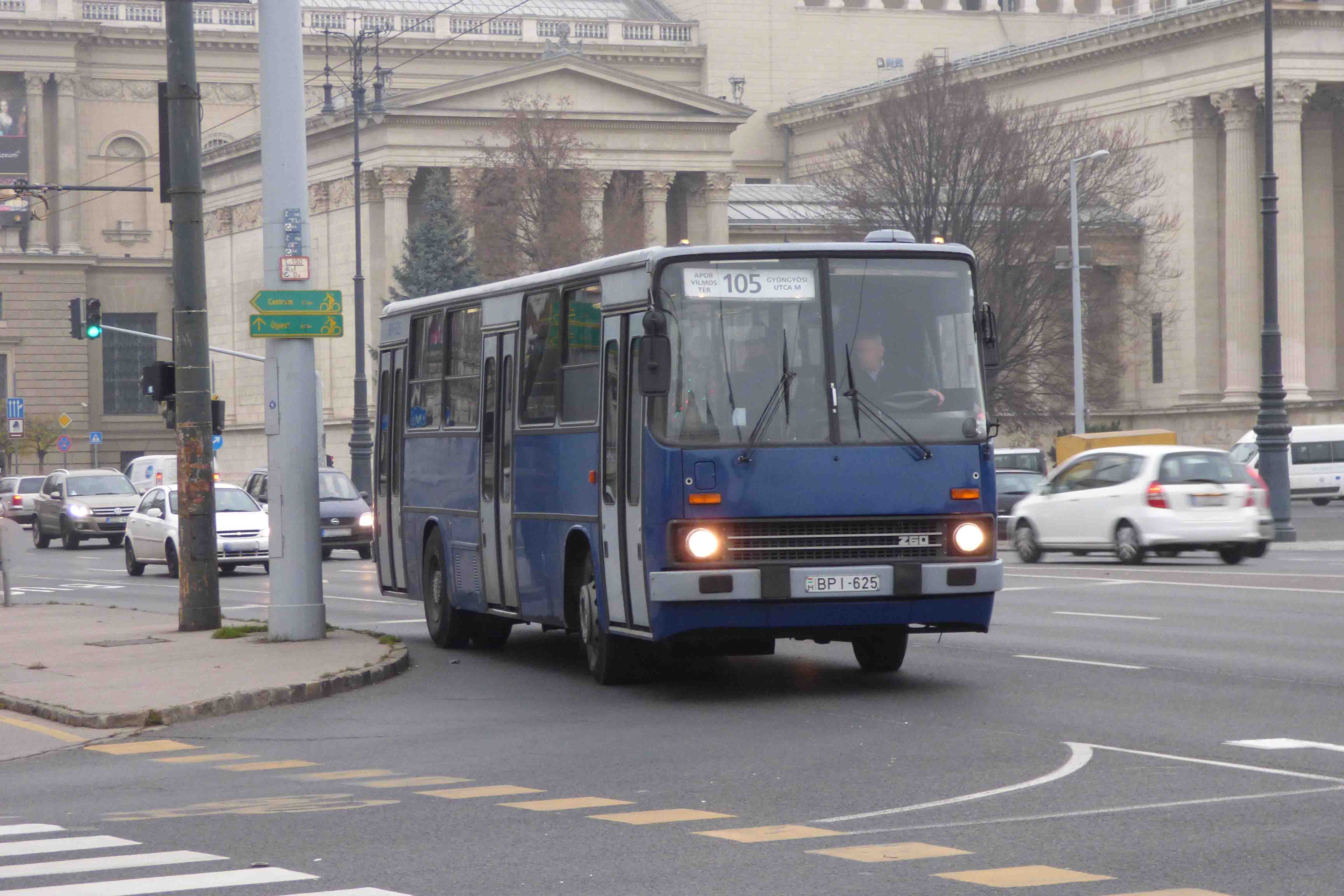
Ikarus 260 a Hősök terén
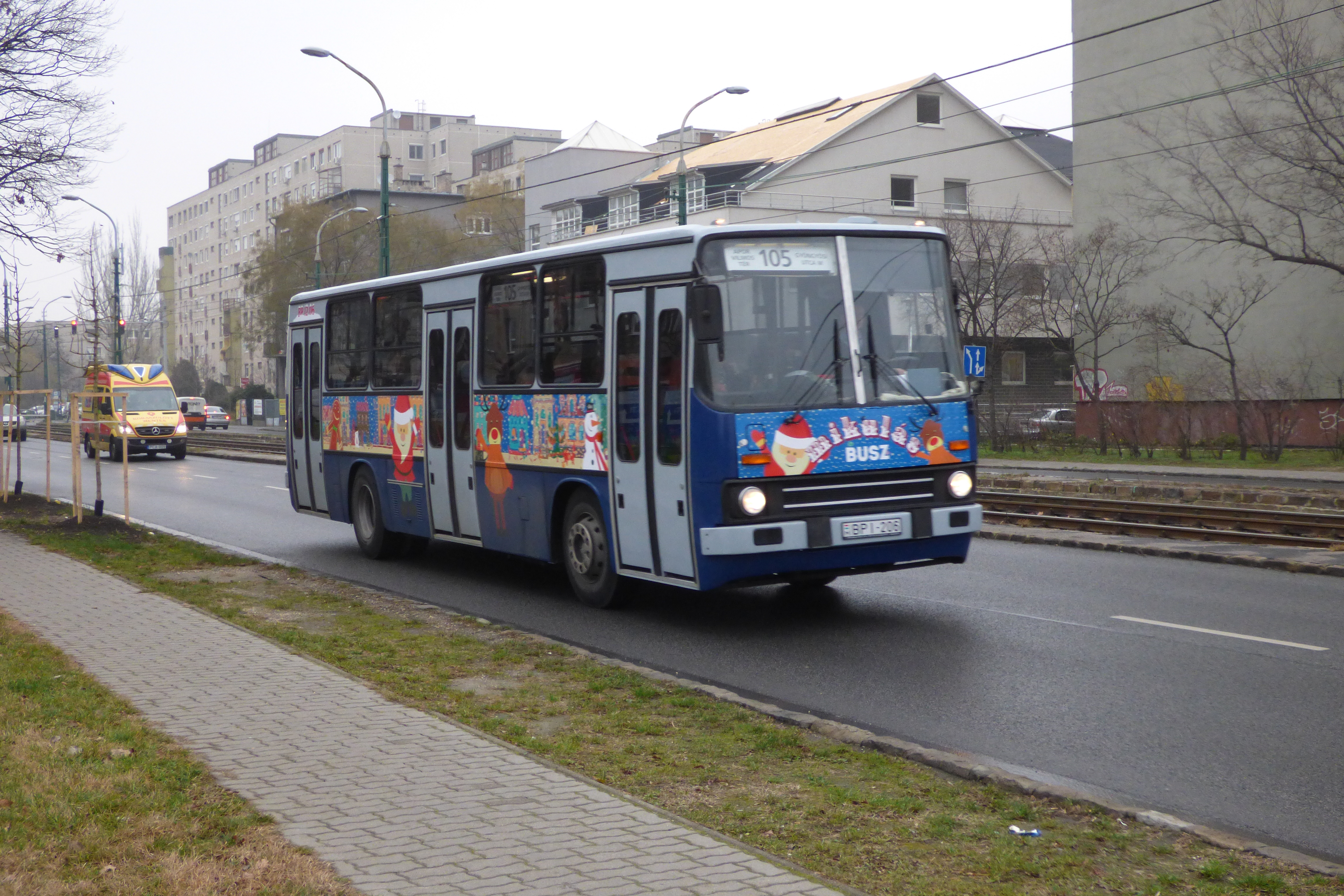
Mikulásbusz 2015-ben
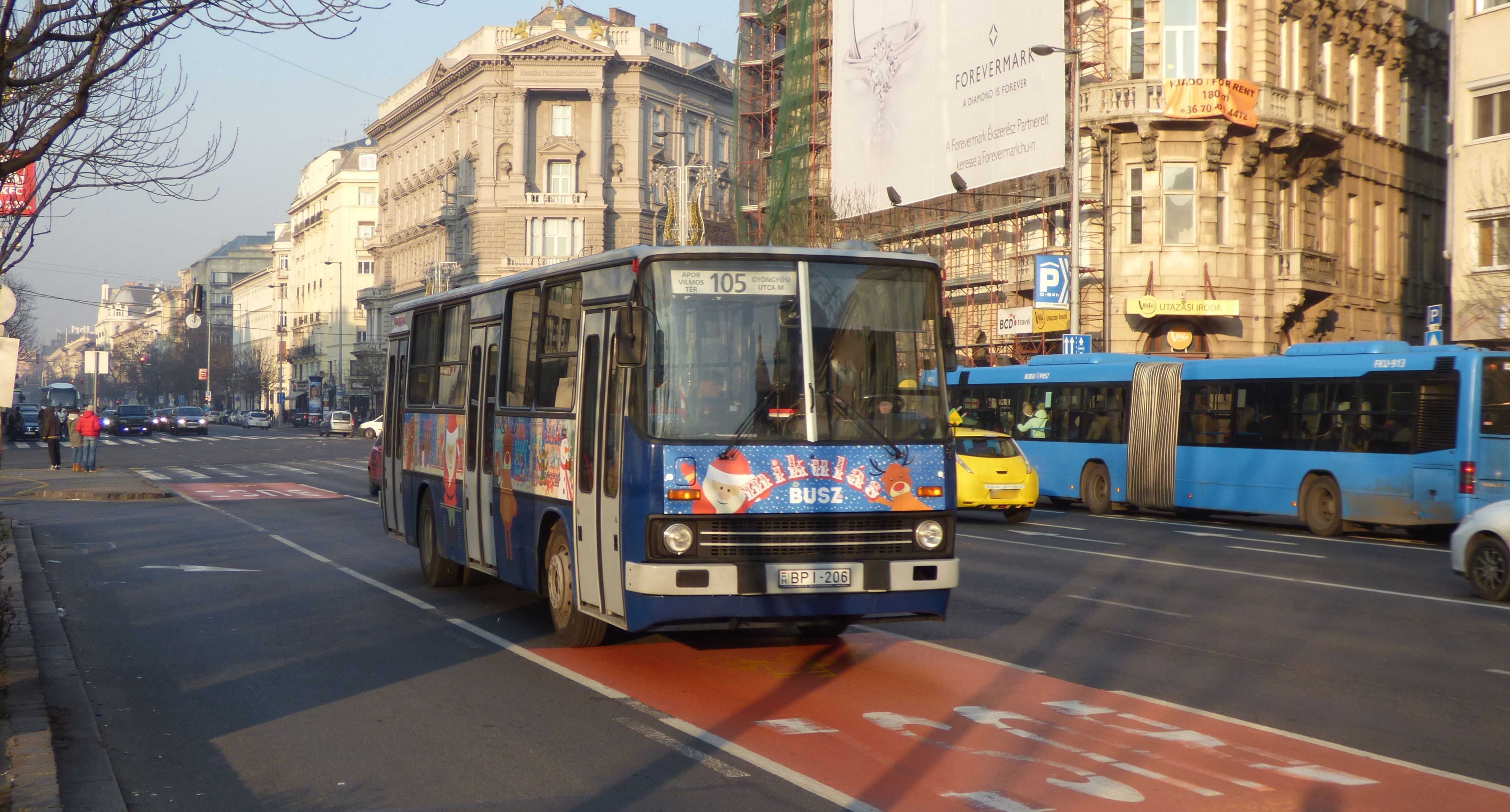
Mikulásbusz 2016-ban
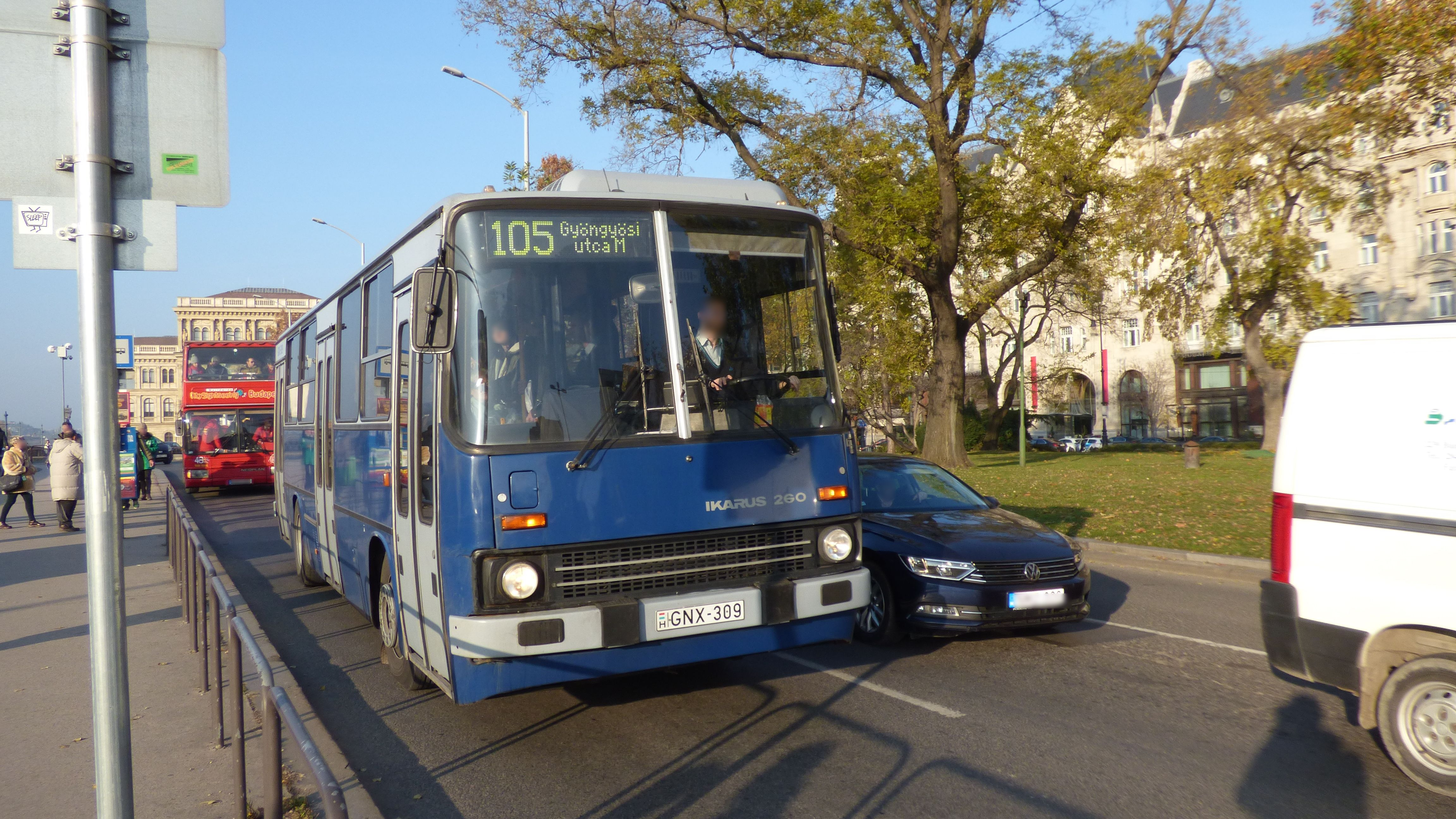
Ikarus 260 a Széchenyi István téren
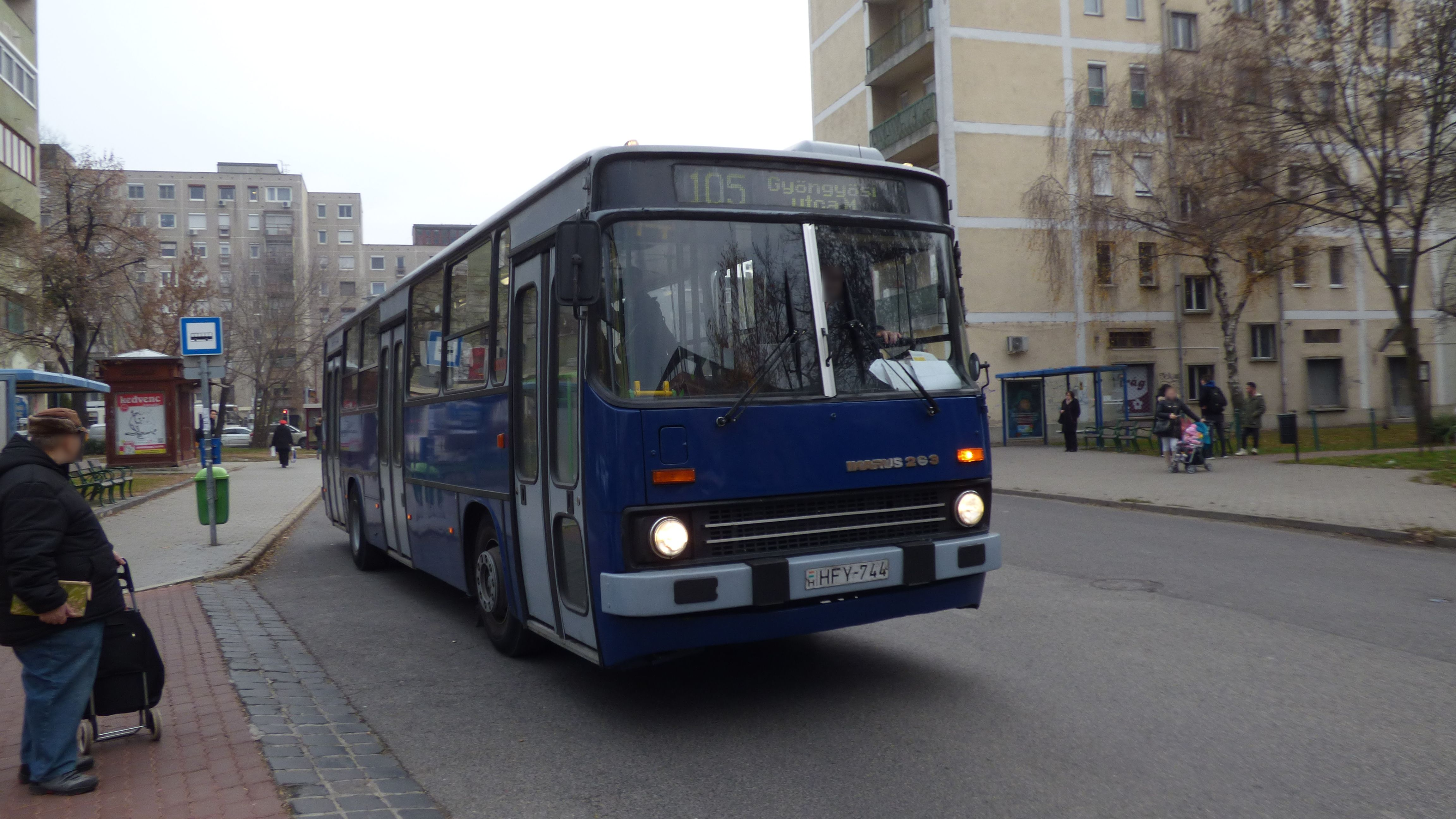
Ikarus 263 a Fiastyúk utcában